# Galium pseudocapitatum
Galium pseudocapitatum är en måreväxtart som beskrevs av Hub.-mor., Friedrich Ehrendorfer och Schönb.-tem.. Galium pseudocapitatum ingår i släktet måror, och familjen måreväxter. Inga underarter finns listade i Catalogue of Life.